# 緒方博丸
緒方 博丸（おがた ひろまる、1931年1月17日 - 2023年3月18日）は、日本の医学者・麻酔科医。獨協医科大学名誉教授。学位は、医学博士（東京大学）。

## 学歴
- 1950年3月31日 東京都立第四高等学校卒業
- 1951年4月1日  千葉大学医学進学課程入学
- 1953年3月31日 千葉大学医学進学課程修了
- 1953年4月1日  熊本大学医学部入学
- 1957年3月31日 熊本大学医学部卒業
- 1957年4月1日  国立東京第二病院インターン開始
- 1958年3月31日 国立東京第二病院インターン終了
- 1960年4月1日  東京大学大学院臨床医学系麻酔学入学
- 1964年3月31日 東京大学大学院臨床医学系麻酔学終了
- 1964年3月31日 医学博士学位授与（東京大学、第343号）「心筋膜電位に及ぼす揮発性麻酔剤ether及びFluothaneの影響」

## 職歴
- 1957-1958  国立東京第二病院（インターン）
- 1958-1964  東京大学医学部麻酔学教室
- 1964-1970  日本大学医学部麻酔学教室 専任講師
- 1966-1967  米国アルバートアインスタイン医科大学麻酔科　研究員
- 1970-1973  日本大学医学部麻酔学教室　助教授
- 1972-1973  日本大学医学部付属板橋病院麻酔科長兼ICU室長
- 1973-1975  順天堂大学医学部麻酔学教室　助教授
- 1975-1979  順天堂大学医学部麻酔学教室　教授　（手術室長、ICU室長、同大学大学院医学研究科　教授　併任）
- 1979-1996  獨協医科大学第一麻酔学教室　主任教授　（同大学院医学研究科　教授　併任）
- 1996-      獨協医科大学　名誉教授
- 1996-2000  東海大学医学部非常勤教授（大磯病院勤務）
- 2001-2006  大和徳洲会病院麻酔科・痛みセンター部長
- 2007-2008  介護老人保健施設　ゆめが丘　施設長、理事（医療法人愛心会）
- 2008-2009  医療法人社団友好会目黒メディカルクリニック 院長、理事
- 2009-2010  医療法人社団ふれあい鶴見ホスピタル（医療法人 康心会）
- 2010-2011  社会福祉法人浴光会国分寺病院（医療法人 浴光会）
- 2011-2014  保土ヶ谷病院名誉院長（医療法人 芳生会）
- 2014-2017  介護老人保健施設　相模原ロイヤルケアセンター施設長（医療法人明理会）

## 資格
- 麻酔科標榜医資格（1961年、厚生省、第264号）
- 麻酔指導医（1961年、日本麻酔学会、第52号）
- 日本抗加齢医学会認定専門医
- 日本ペインクリニック学会認定専門医
- 日本麻酔科学会専門医

## 栄典
- 叙勲 瑞宝小綬章 受章（2011年11月）[1]

## 著作
- 緒方博丸著、山村秀夫監修『麻酔ハンドブック』克誠堂出版、1970年
- Ejnar Eriksson編、山本亨、緒方博丸、馬場英昭訳『図説局所麻酔の実際：表面麻酔から硬膜外麻酔まで』医学書院、1970年
- 緒方博丸『麻酔と救急蘇生』医学出版社、1984年
- 緒方博丸『麻酔・蘇生学テキスト』第3版、医学出版社、1994年、ISBN 4-87055-023-7

他多数